# Cliffhanger
Cliffhanger ("onaj koji visi na litici") je izraz kojim se u najširem smislu opisuje fabulativna tehnika u djelima fikcije kojom se protagonist suočava sa šokantnim otkrićem, teškom moralnom dvojbom ili po život opasnom i krajnje neizvjesnom situacijom.
U užem smislu pojam podrazumijeva na taj način i bez prikladnog rješenja postavljenu završnicu fiktivnog djela - tada se rabi izraz cliffhangerska završnica (eng. cliffhanger ending). Cliffhangereova glavna svrha je publiku ostaviti u neizvjesnosti, odnosno potaknuti je da traži odgovor na pitanje o protagonistovoj sudbini gledajući nastavak fiktivnog djela.

## Podrijetlo izraza
Izraz cliffhanger potječe iz engleskog jezika, u čije je rječnike ušao 1930-ih, pri čemu se prvi takav unos u Oxfordskom rječniku nalazi 1937. godine.
Često se navodi kako je izraz nastao zahvaljujući niskoproračunskim serijskim filmovima karakterističnim za prva desetljeća 20. stoljeća. Njihovi tvorci su imali običaj prekidati radnju epizode u najuzbudljivijem trenutku, tjerajući tako publiku pogledati njen nastavak. To se često znalo događati kada bi se protagonist kojeg je antagonist progonio ili napadao, ili u pokušaju nekoga spasiti, ostao visiti (engleski glagol "to hang") iznad provalije, jedva se držeći za liticu ("cliff").
Povjesničari književnosti su, međutim, kao mogućeg tvorca izraza "cliffhanger" prepoznali engleskog pisca Thomasa Hardyja i njegov roman A Pair of Blue Eyes koji je izvorno izlazio u nastavcima godine 1872. i 1873. u časopisu Tinsley's Magazine. U jednom od poglavlja je jedan od protagonista, Henry Knight, završio tako što je doslovno visio na stijeni gledajući u okamenjene oči trilobita.

## Povijesni razvoj
Iako sam izraz cliffhanger potječe iz 19. odnosno 20. stoljeća, riječ je o daleko starijoj i raširenoj fabulativnoj tehnici, za koju mnogi povjesničari književnosti vjeruju da je stara koliko i samo pripovijedanje. Prekidanje pripovijedanja u najuzbudljivijem trenutku - a u svrhu održavanja što dužeg interesa publike - su vjerojatno prakticirali brojni pripovjedači, glumci i zabavljači. Od svih njih je najpoznatiji primjer Šeherezada, okvirna protagonistica znamenite orijentalne zbirke priča 1001 noć koja je, nastojeći što je moguće duže odgoditi vlastito pogubljenje, prekidala svoje priče u najintrigantnijim trenucima, potičući svog muža Šahrijara poštediti joj život samo zato da bi mogao čuti nastavak.
S druge strane, u pisanoj književnosti do pronalaska tiska, cliffhangeri su bili relativno rijetki; knjige su bile izuzetno skupe i rijetke te prekidanje radnje radi nastavaka jednostavno nije bilo praktično. Iz sličnih praktičnih razloga je, pak, bilo teško zamisliti i to da bi kazališni komadi mogli završavati cliffhangerima. Čak i kasnije se među književnicima koji su učvrstili svoj ugled zadržalo svojevrsno neprijateljstvo prema takvoj praksi, s obzirom na široko uvriježeno mišljenje kako književna djela moraju imati jasnu strukturu s točno određenim početkom, sredinom i krajem.
Cliffhangeri u pisanu književnost zapadnog svijeta ulaze tek od 19. stoljeća kada su zahvaljujući nizu ekonomskih i kulturnih čimbenika - prije svega širenju pismenosti među srednjom, a kasnije i radničkim slojom - stvoreni preduvjeti za stvaranje masovne kulture. Za tako stvorenu publiku se počinju izdavati posebni književni časopisi u kojima priče i romani izlaze u nastavcima. To dovodi i do razdvajanja žanrovske književnosti od one "prave", pri čemu "cliffhangher" predstavlja karakteristiku upravo žanrovskim djela.
Igrani film koji se pojavio početkom 20. stoljeća, naslanjao se upravo na tu žanrovsku tradiciju te je najzaslužniji zašto je sam izraz ušao u široku uporabu. Njemu će se u isto vrijeme priključiti i medij stripa koji će također znati koristiti tehnike cliffhangera za zadržavanje publike. Iste tehnike, ali na još rafiniraniji način, od 1920-ih koristi i radio, na kome će novostvoreni umjetnički oblik radio-drame vrlo brzo i to zahvaljujući cliffhangerima evoluirati u dramsku radio-seriju. Najpopularnije od svih radio-serija su bile sapunice, a kojima će upravo redovno uporaba cliffhangera omogućiti dugovječnost.
Kada 1950-ih masovnom kulturom počinje dominirati televizija, na brojnim kanalima, pogotovo onima komercijalnog tipa, na sličan se način TV-drame razvijaju igrane televizijske serije koje će cliffhangerima podrediti svoju strukturu. To se vidi u tome što ne samo što pojedine epizode završavaju cliffhangerom, nego su i pojedine epizode podijeljene na manje cjeline koje završavaju cliffhangerom, a čija se svrha spriječiti gledatelja da prestane gledati epizodu za vrijeme stanke za televizijske reklame. Cliffhanger od 1990-ih postaje svojstven za t.zv. finale sezone, odnosno završnu epizodu televizijske sezone čija je svrha osigurati da se među gledateljima stvori interes za sljedeću televizijsku sezonu i tako omogući njeno snimanje. 
U isto vrijeme je razvitak televizijskih serija doveo do nestanka dotadašnjih serijskih filmova, pa cliffhangeri počinju postepeno nestajati iz svijeta igranog filma. Oni će se ponovno pojaviti tek 1980-ih zahvaljujući holywoodskim blockbusterima, odnosno uz njih vezanim filmskim franšizama, čiji tvorci njihovu popularnost nastoje dodatno unovčiti t.zv. back-to-back produkcijom, odnosno istovremenim snimanjem filmova u dva ili više dijelova, koji se naknadno distribuiraju tako da se maksimalno rabe cliffhangeri.

## Razlozi za uporabu cliffhangera
Glavni i najčešći razlog za uporabu cliffhangera je u pravilu komercijalne prirode, odnosno nastojanje tvorca ili vlasnika autorskih prava za neko djelo da sebi omoguće dodatni prihod u obliku nastavka. Kada su u pitanju romani odnosno cjelovečernji filmovi koji pripadaju nekoj široj cjelini, cliffhangeri su daleko rjeđi u prvom nego u kasnijim ostvarenjima; njihovi tvorci obično ne očekuju da će ostvarenje biti dovoljno komercijalno uspješno da bi opravdalo nastavak ili stvaranje franšize, pa prvo ostvarenje ima zaokruženu završnicu. Kao primjer se može navesti prva trilogija filmova Zvjezdanih ratova - prvi film iz 1977. godine, danas poznat kao Zvjezdani ratovi, Epizoda 4: Nova nada, imao je "uredan" kraj; njegov nastavak Zvjezdani ratovi V: Imperij uzvraća udarac iz 1980. godine je završio cliffhangerom koji se razriješio tek 1983. godine u filmu Zvjezdani ratovi VI: Povratak Jedija.
Od toga se odstupa ako je riječ o već popularnom i etabliranom autoru čije samo ime predstavlja robnu marku, odnosno ako se buduća filmska franšiza temelji na već popularnom predlošku. Primjer su romani žanrova fantastike ili žanra znanstvene fantastike koji su vrlo često unaprijed zamišljeni kao trilogije; prva dva nastavka u pravilu završavaju cliffhangerom i gledateljstvo to unaprijed očekuje.
Drugi razlog zbog koga se rabe cliffhangeri jest auktorovo nastojanje dati logičan ili koliko-toliko konačan završetak nekoj priči ili narativnom ciklusu, ali da svejedno sebi ostave dovoljno manevarskog prostora kako bi u budućnosti, ako se za to ukaže potreba, mogli stvoriti nastavak. Klasičan primjer je predstavljao Arthur Conan Doyle, koji je bio toliko umoran od pisanja priča o Sherlocku Holmesu da je objavio priču The Adventure of the Final Problem u kojoj Holmes na kraju umire. Međutim, u tekstu nigdje nije spomenuto da je pronađeno njegovo tijelo, odnosno da je pokopan, što je Doyleu kasnije omogućilo napisati nastavak kad se suočio s pritiskom čitateljstva koje je htjelo "oživjeti" popularnog detektiva. Takvi cliffhangeri se ne mogu smatrati cliffhangerima u najužem smislu riječi; njima tek nastavak daje kontekst u kome bi mogla postojati određena neizvjesnost o sudbini protagonista.
U nekim rijetkim slučajevima djela završavaju cliffhangerom ne toliko zbog nastojanja da se stvori nastavak, nego zato što autor jednostavno nije u stanju stvoriti "zaokružen" kraj, ili smatra da bi namjerno ambivalentna završnica - u kojoj je publici ostavljeno da sama donese zaključke o sudbini protagonista - daleko efektnija iz umjetničkih razloga.

### Cliffhangeri kao pregovaračko oruđe
Cliffhangeri u televizijskoj industriji, osim u svrhu omogućavanja veće gledanosti, ponekad imaju i dodatnu ulogu kao pregovarački adut u odnosima između studija, producenata i glumaca. To pogotovo dolazi do izražaja na završetku televizijske sezone, kada se zbrajaju podatci o njenoj gledanosti, odnosno prihodima od oglašivača. Tvorci serije nekada namjerno priču serije ostavljaju bez jasne završnice kako bi televizijsku mrežu stavili pred gotov čin, odnosno tako ju potakli naručiti novu sezonu. Takva praksa u najvećem broju slučajeva nema željeni efekt.
S druge strane, cliffhangeri se nekada rabe i kod serija koje se nalaze na vrhu popularnosti, odnosno za koje je više nego jasno da bi opravdale troškove nove sezone. Tada se njima služe televizijske mreže kako bi natjerale glavne glumce da odustanu od zahtjeva za povišenje honorara i to tako što u završnoj epizodi sudbinu glavnih likova čini potpuno neizvjesnom, odnosno tako ostavljaju mogućnost da se nova sezona može snimiti i bez njih. U tom smislu je jedan od najpoznatijih primjera Dallas, odnosno završna epizoda druge sezone pod nazivom A House Divided, u kojoj je glavni lik J.R. Ewing bio ustrijeljen. Glavni razlog za njeno snimanje je bila odluka glavnog glumca Larryja Hagmana da ne obnovi ugovor za sljedeću sezonu bez povećanog honorara; nakon višemjesečnog natezanja su producenti pristali na njegove zahtjeve, ali su maksimalno iskoristili tako stvoreni publicitet, učinivši sagu poznatu kao Tko je ustrijelio J.R.-a? najuspješnijim cliffhangerom u povijesti televizije. S druge strane, takva tehnika - ako se u njoj pretjera - zna biti kontraproduktivna, a za što se često navodi t.zv. Moldavijski masakr kojim je završena peta sezona Dinastije, i koji se često naziva početkom kraja te serije.

## Problemi vezani uz cliffhangere
Iako su cliffhangeri jedno od najefektnijih oruđa u fikciji, ponekad znaju postati predmetom kritika i kontroverzi. Uporaba cliffhangera u širem smislu - tj. za određene odjeljke neke zaokružene cjeline kao što su poglavlja u romanu ili epizode televizijske mini-serije - je daleko manje kontroverzno nego uporaba cliffhangera u užem smislu. Cliffhangeri u tom smislu su ne samo korisno, nego i esencijalno oruđe za održavanje napetosti radnje, a bez koga se određeni žanrovi, kao što je na primjer triler, ne bi mogli zamisliti.
Najviše primjedaba na račun uporabe cliffhangera se prije svega odnosi na cliffhanger završnice. jedna od najstarijih jest ta da se njome narušavaju klasična narativna struktura s početkom, sredinom i zaokruženim krajem, odnosno da djela fikcije - bez obzira na svoj opseg i sadržaj - moraju predstavljati jasnu zaokruženu cjelinu. Za takva djela se nekada govorilo da - zbog izočnosti katarze ili moralne pouke - nemaju nikakvu umjetničku ili obrazovnu vrijednost, odnosno da samim korištenjem cliffhangera sugeriraju kako im je glavna svrha donijeti profit autoru. Takav stav se do danas uvriježio kada su u pitanju sapunice, sitkomi i najveći broj dramskih serija na komercijalnim televizijama, a kojima etablirana kritika često zbog same forme odriče umjetničku vrijednost.
Mnogo ozbiljnije primjedbe na cliffhangerske završnice se odnose na to da upravo one publici znaju uskratiti ono što im je trebao pružiti roman ili film - zabavu. Dok cliffhangeri u tijeku same radnje održavaju napetost, nerazriješena napetost odnosno nedostatak pravog raspleta može za publiku predstavljati ne samo veliko razočaranje, nego i izvor velike frustracije. Publika se u mnogim slučajevima zna osjetiti prevarenom i taj osjećaj pretočiti u neprijateljstvo prema djelu i autoru koji bi inače mogao očekivao simpatije.
U brojnim slučajevima cliffhangerska završnica sama po sebi nije kontroverzna niti frustrirajuća, pa se tako često navodi da je Imperij uzvraća udarac usprkos cliffhangera kao najbolji dio sage Ratova zvijezda i jedan od najboljih SF-filmova svih vremena. Cliffhangerske završnice nekada znaju izgledati kao "prirodni" završetak filma, pri čemu se kao primjer navodi britanska akcijska komedija The Italian Job iz 1969. godine.
Međutim, daleko su češći slučajevi kada cliffhangerske završnice - pogotovo na televiziji - ne izgledaju "prirodno", odnosno čine se previše očitim pokušajem da se napravi nastavak. To je možda najizraženije kada finale sezone neke serije nastoji stvoriti ne jedan nego nekoliko cliffhangera, odnosno iznenadnim ubacivanjem nekog "šokantnog" otkrića ili događaj radnju čini manje uvjerljivom nego što je to bio slučaj. U televizijskom žargonu takve epizode se često karakteriziraju kao preskakanje morskog psa, čak i u slučajima kada ispune svoju svrhu, odnosno omoguće snimanje nove sezone.
Još veći izvor frustracije nastaje kada se cliffhanger naknadno razrješava na krajnje neuvjerljiv odnosno nezadovoljavajući način. U nekim slučajevima se cliffhanger "elegantno" ignorira, jasno pokazavši nesposobnost autora serije da riješe probleme koji su sami stvorili; kao jedan od takvih primjera se navodi humoristična serija Sledge Hammer! gdje protagonist na kraju prve sezone izaziva nuklearnu eksploziju; druga sezona radnju jednostavno premješta pet godina prije događaja prikazanih u prvoj.
Kada se na kraju televizijske sezone koristi cliffhanger, najčešći slučaj je taj da on ispuni svoju primarnu svrhu, odnosno nova sezona koja ga je trebala razriješiti nikada ne bude snimljena. To je izvor velike frustracije za publiku i često jedan od glavnih argumenata koji se koriste protiv uporabe cliffhangera. Nezadovoljstvo publike, a pogotovo kada je riječ o najzagriženijim obožavateljima popularnih serija je svog oduška pronašlo u fenomenu zvanom fanovska fikcija odnosno raznim proznim i drugim djelima gdje oni "za svoju dušu" pokušavaju razriješiti probleme nastale cliffhangerima.
Nekada autori i nositelji autorskih prava na izraze takvog nezadovoljstva znaju reagirati, ali rijetko u obliku neposrednog nastavka ili nove sezone. 1970-ih i 1980-ih je na američkoj televiziji tako postojala praksa reunion ("ponovni susret") TV-filmova čija je glavna svrha bila ponovno okupiti likove popularnih serija, odnosno koliko god je to moguće riješiti cliffhangere.

## "Bolivijske vojne" završnice
Posebna vrsta cliffhangera, za koju se može reći da i ne predstavljaju cliffhangere u najužem smislu riječi, jesu tzv. "bolivijski vojni cliffhangeri", odnosno "bolivijske vojne završnice". Ime su dobile po svom najpoznatijem primjeru - filmu Butch Cassidy i Sundance Kid na čijem kraju dva protagonista, našavši se u potpuno beznadnom položaju, ulaze u sukob sa skorom cijelom bolivijskom vojskom. Ovakve završnice nominalno predstavljaju cliffhangere u smislu da ne prikazuju sudbinu protagonista ili razrješenje glavnog dramskog konflikta; međutim iz konteksta i općeg ugođaja je publici više nego jasno kako će taj "cliffhanger" biti razriješen.
== Popis najpoznatijih cliffhanger završnica 
- The Italian Job (Posao u Italiji), igrani film, 1969.
- Gradić Peyton, TV-serija 1969.
- Dawn of the Dead, igrani film 1978.
- Stvor, igrani film 1982.
- Kriminalistička priča, TV-serija 1988.
- Twin Peaks, TV-serija 1990.
- Santa Barbara, TV-sapunica 1993.
- JAG, TV-serija 2005.
- Obitelj Soprano, TV-serija 2006.
- Silent Hill, igrani film 2006.
- Las Vegas, TV-serija 2008.
- Heroji, TV-serija 2010.

## Vanjske poveznice
- Word Detective (engl.)
- To Be DIScontinued! - The Hall of Unresolved TV Cliffhangers (engl.)
- Mid-Atlantic Nostagia Convention Cliffhanger Film Showings (engl.)
- List TV show canceled on a cliffhanger  Arhivirana inačica izvorne stranice od 16. prosinca 2014. (Wayback Machine) (engl.)
- Cliff Hanger na TV Tropes (engl.)